# 万瑞

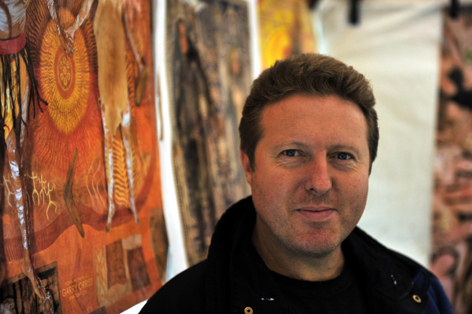
万瑞2012年在柏林

万瑞（1967年—），澳洲的画家和摄影师，已经办过14次个人作品展，出生於悉尼的他现居德国柏林。他是德国，法国和爱尔兰人的后裔，幼年时为一对居住在澳洲的英国夫妇所收养。通过对于身份的探索，使他开始打破了政治，社会和宗教上的禁忌，去质询或挑战他们本身的文化障碍。在澳大利亚，他由于在1988年为劳埃德·瑞斯（Lloyd Rees）绘制了临终遗相而知名。
1987年，万瑞赢得了澳大利亚国家学生奖学金的最高评价奖。在1988年时赢得皇家周年纪念复活节画展二等奖，1989年时又获得Bowral市摄影艺术奖一等奖。1991年时他只身离开家乡，用一辆自行车周游世界，一直来到英国的牛津，那里是他父亲的出生地。多次的旅行使他历经了不同文化的冲击，最终让万瑞形成了自己独有的创作风格。万瑞在国际上的成名作，是他为一群来自不同种族的裸体情人所拍摄的室内造型照，在同一背景下，模特们显示出了绝对的个人特征和文化烙印，其对比度是令人惊叹的。艺术家创作的作品超乎寻常的探索着形态各异的生命，但它们都有一个共同的审美标准，那就是使观看者通过他们的艺术鉴赏力看到被摄者自传式的文化本原。他绘画的布景通常在几大卷纸上，这些纸可以同时容纳五个人，每张都曾用作他大型展览的布景，它们长达十一米宽三米。

## 作品
- Lloyd Rees最后的肖像，1988年

该肖像绘制于画家20岁的时候，画家由此赢得了澳大利亚阿奇博而德大奖并且进入了新南威尔士的艺术画廊，之后就以一万美元的高价被出售了。艺术家在1988年与劳埃德·瑞斯（Lloyd Rees）和布雷特·怀特利（Brett Whiteley）见面之后创作了这副作品，现今它被一澳大利亚艺术收藏家所收藏。
- 十对恋人2000年

十对真正的恋人赤裸地躺在一张背景上，看起来在狂欢行乐。其中很多人打破了政治上，社会上和宗教上的禁忌而躺在了一起，比如以色列人和伊朗人，胡图人和图西人，希腊塞浦路斯人和土耳其塞浦路斯人，捷克人和斯洛伐克人等等。作品展现了人们共有的意识和他们所代表的多源文化。
- 胡里族人卫理 2003年

在照片中，一个从巴布亚新几内亚来的胡里族猎颅蛮人，和杀死了他兄弟的凶手的头骨躺在一起， 这个男人为卫理的父亲所杀，之后卫理的爸爸又被这个男人的亲族所杀。在几头猪被偷了以后战争终于爆发了，持续了28天的战争中卫理家族一共有17人惨死。 相信作品是受了艺术家祖父的影响，他是第一批前去拍摄巴布亚新几内亚的稣库猎颅蛮人的白人中的一个。
- 玛利奥和伊冯2000－2006年

这十张作品展示了一对纹身六年的情侣，他们身体上的纹身图案来自南太平洋的马克萨斯群岛，在那里诞生了人类最早的纹身（库克船长 1700-71）。情侣身下的背景是和他们身上的纹身同步设计的。最终，这一对被吞入了一个充满马克萨斯群岛纹身的大海里，被看成是非常迷幻的自然世界。 在德国这种艺术被称为一个活着的爱舍（1400-45）（一位十四世纪的德国艺术家， 他创造了这种视觉的绘画）。玛利奥和伊冯的肖像（作品第八号）被称作是万瑞最有名的作品。2006年被制作成海报，在柏林民间闻名遐尔， 现今已被翻译成五种语言。150张作品将会做成将近真人大小的版本将在全球发售。

## 获奖
- 推荐提名奖：澳大利亚国家学生艺术奖，巴瑟斯特，澳大利亚。1987年
- 二等奖：纪二百周年皇家复活节绘画展，悉尼展厅，悉尼，澳大利亚。1988年
- 一等奖：柏拉摄影艺术奖，柏拉，澳大利亚。1989年
- 提名奖：青年奖， 柏里马艺术社区，柏里马，澳大利亚。1991年

## 个人作品展
- 云蒂。史密斯 画廊，布打努，澳大利亚 1987年
- 艺术家工作室，布打努，澳大利亚 1988年，1989－89年，1990年，1991－91年
- 卡尔·蔡司 天文馆，柏林，德国 2000（柏林的博物馆之夜，超过4000参观者）
- 凯宾斯基饭店，252房间，北京，中国。1999年
- 艺术家工作室，柏林，德国 2000年，2001年，2003年，2004年
- 贝特加首饰工作室，柏林，德国（长期展览 2002－2009年）

## 集体创作和表演
- 无约束聚会，1989年，布打努，澳大利亚
- 燃烧，1990年，燃烧所以艺术作品，布打努，澳大利亚
- 蒙若坡（扩展和萎缩），1992年，巴嘎拉海滩，澳大利亚
- 聪明的国家，1993年，高速公路，澳大利亚

## 出版物
- 《主场》，其蒂杂志，封面和第20页，柏林，德国，2006年5月25日
- 《万瑞在北京》，北京日报，北京，中国，1999年
- 《披露世界》，曼宁河时代，澳大利亚，2005年2月1日
- 《行吟艺术在布达贝克找到安宁》，新消息，澳大利亚，1993年1月27日
- 《回收假日》，今皮时代，澳大利亚，1992年9月29日
- 《艺术家绘出伟大的旅行》，可夫斯港新闻，澳大利亚 199?年
- 《直从马口》，哥而布伦邮报，澳大利亚，1991年4月11日

## 影视
- 《大冒險家：森林王子》，1993年，斯蒂文·萨莫尔斯，电影，华特迪士尼
- 《胡里族人卫理》，回到过去，2002年，柏林，德国
- 《奥克提维亚，韦恩和比里皮人》，2005年，拉尔夫·恩尔克，老酒吧，澳大利亚
- 《深入肌肤》，2006年，桑德拉·弗里茨，戈尔特世界出品。

## 旅行
- 艺术家本人第一次的远徒旅行是在他15岁的时候和朋友们一起到达喜马拉雅山脉的一次心灵朝圣之旅。

1991年他骑着自行车离开澳大利亚，到达了他父亲的出生地英国牛津，这次行程共五计十五公里，穿越了45个国家，历时5年。从那时起，艺术家开始了自己真正的创作之旅，尝试着给那些独特的情人和个人拍照摄影。

## 广播
- 牧场河岸广播，悉尼，澳大利亚，1985 对学生会的采访

## 链接
- 艺术家的主页（页面存档备份，存于）
- 柏林报纸[] （德语）
- 报纸文章 “期待根” 《Spree-Babe》 （德语）
- 报纸文章 webwiki （德语）
- tattoodonkey[永久] （德语）